# 路易·毕洛

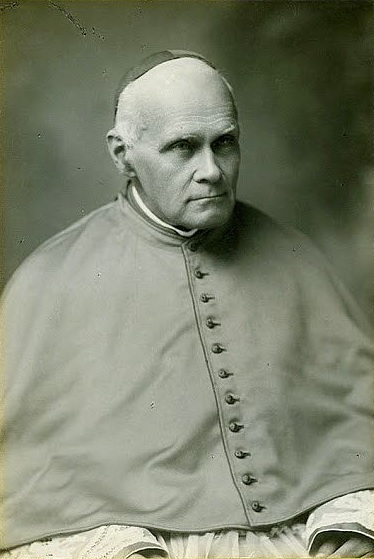
路易·毕洛

路易·毕洛（法語：Louis Billot，1846年1月12日—1931年12月18日），是法国耶稣会的红衣主教。1927年9月13日与庇護十一世会面时，因为同情法蘭西運動，被迫辞去了红衣主教职务。